# Минусинская улица (Москва)
Минуси́нская улица — небольшая улица на северо-востоке Москвы, в Лосиноостровском районе Северо-восточного административного округа. Находится между Анадырским проездом и Изумрудной улицей. В составе бывшего города Бабушкин это была Коммунистическая улица. После включения в черту Москвы для устранения одноименности в 1964 году переименована по городу Минусинск Красноярского края.

## Расположение
Минусинская улица начинается от Анадырского проезда, пересекает улицу Коминтерна, Янтарный проезд и заканчивается на Изумрудной улице, продолжаясь как Осташковский проезд.

## Учреждения и организации
- Дом 16А — Детский сад № 696;
- Дом 16 — Отделение связи № 346-И-129346.

## Общественный транспорт
По улице проходят маршруты автобусов (данные на 29 декабря 2023 года):
- С15: Платформа Лось —  Бабушкинская —  Медведково — МФЦ района Ярославский
- 176: Платформа Лось —  Свиблово — Проезд Русанова
- 185: Платформа Лось —  Свиблово —  Ботанический сад /  Ботанический сад
- 346: Платформа Лось -  Бабушкинская — Раево (только в направлении станция метро Бабушкинская)
- 605: Платформа Лось -  Бабушкинская —  Отрадное — Юрловский проезд